# Синкагэ-рю
Синкагэ-рю (яп. 新陰流 синкагэ-рю:, «Новая теневая школа») — одна из древнейших японских школ фехтования мечом, основанная в середине XVI века.

## История синкагэ-рю
Основатель школы Камиидзуми Исэ-но-ками Нобуцуна прошёл обучение в трех школах, которые называют истоками японского кэндзюцу — нэн-рю, катори синто-рю, Кагэ-рю. Исэ-но ками усовершенствовал технику этих школ, особое внимание уделяя технике и принципам школы Кагэ-рю. Результатом стало создание школы синкагэ-рю.
Участвуя в многочисленных сражениях, Исэ-но ками на деле доказал эффективность созданной им школы, которая впоследствии стала очень популярной в средневековой Японии.

## Современная школа
В начале XX века школа синкагэ-рю была на грани гибели и забвения, однако благодаря Ягю Гэнтё (20 глава школы) и Ватанабэ Тадатоси (21 глава школы), сохранившим уникальные традиции и технику, школа продолжила своё существование.
В 1969 году сэнсэй Ватанабэ Тадасигэ образовал «Синкагэ-рю Хёхо Маробаси Кай» (общество «Синкагэ-рю Хёхо Маробаси»). Интерес к технике и философии синкагэ-рю заметно возрос. Увеличилось количество членов, появились различные филиалы по всей Японии.

## Синкагэ-рю в России
В 1993 году было открыто российское отделение «Маробаси Кай» — «Синкагэ-рю Хёхо Росиа Маробаси Кай».